# サムライスピリッツ零
『サムライスピリッツ零』（サムライスピリッツゼロ）は、SNKプレイモアがMulti Video System（MVS）で2003年10月10日に稼働したアーケード用対戦型格闘ゲーム。『サムライスピリッツ』シリーズ通算第7作目（2D作品としては第5作目）。略称は零サム。欧題は『Samurai Shodown V』。
なお、同作のバージョンアップ版である『サムライスピリッツ零SPECIAL』（サムライスピリッツゼロスペシャル）および、その増補版『サムライスピリッツ零SPECIAL完全版』（サムライスピリッツゼロスペシャルかんぜんばん）も本項で解説する。

## 概要
これまでのサムライスピリッツシリーズはSNK（旧社）が開発・発売を行っていたが、今作からは後継会社のSNKプレイモアが発売を行っている。SNKプレイモア許諾作品で、悠紀エンタープライズが開発を行っている。アーケード向け『サムライスピリッツ』シリーズとしては『サムライスピリッツ2 〜アスラ斬魔伝〜』から5年ぶり、2D作品としては『天草降臨』以来7年振り。タイトルは当初『サムライスピリッツゼロ』と公表されていたが、程なくして『ゼロ』から『零』に変更された。
時系列的にはシリーズ第1作目の『SAMURAI SPIRITS』の以前の物語に設定され『サムライスピリッツ』シリーズ時系列順で一番前年で覇王丸が橘右京達と面識を持つ事になったのが本作からだった事が判明。本作の物語は暗く重大で深刻な内容が多く『サムライスピリッツ』シリーズ随一の暗い作品なのが特徴。本作の主人公は覇王丸から徳川慶寅に交代し、準主人公格が劉雲飛、メインヒロインが真鏡名ミナ、ナコルルは本作ではヒロインの1人で登場。最終ボスは兇國日輪守我旺。新キャラクターのうち、慶寅と我旺と劉雲飛の3人は漫画家の和月伸宏、また妖怪腐れ外道は内藤泰弘によってデザインされた。そのほか、無印のみ隠しキャラクターとしてガルフォードの愛犬「パピー」を使用できる。
ナコルルとリムルルと『零SPECIAL』で復活する羅将神ミヅキ以外の旧キャラクターと一部の登場ステージのグラフィックは『天草降臨』の流用。尚、今まで善良な登場人物で登場していたナコルルが『零SPECIAL』で絶命奥義を繰り出す時に精神を病んだ狂人及び悪党の様に描写されている。
キャラクターイラストはたっくんが担当。ポスターイラストおよび家庭用ネオジオ版のパッケージイラストは金田榮路。PlayStation 2版パッケージイラスト、ポスターイラストは北千里。『零SPECIAL』のキャラクターイラストは伊藤サトシが担当。

## システム
『天草降臨』から導入されていた連斬システムを削除、新たに体力ゲージの下に「剣気」ゲージを搭載。このゲージは、攻撃をすると出した技の威力に比例して減少し、攻撃をしないと回復する。そのため、本作は初代のように一撃が重いゲームに回帰した。
また、Aが弱斬り、Bが中斬りだが、強斬りは初代や『真』と同様の「同時押し入力」となった（Cが蹴り、Dが「瞑想」などの特殊動作）。
『斬紅郎無双剣』から導入されていた「修羅・羅刹」システムも廃止されて大部分のキャラクターは技が統合、「覇王丸」や「ナコルル」などはその羅刹と同様の性能のキャラクターが追加された（「羅刹丸」、「レラ」など）。

## 移植
家庭用ネオジオ版（2003年12月11日発売）
業務用そのままの移植。
PlayStation 2版（2004年7月29日発売）
レイティングはCERO：C（15才以上対象）。
中ボスである「萬三九六」と「黒河内夢路」が使用可能になった（なお、三九六と夢路は続編の『零SPECIAL』には登場しない）。
2005年11月23日に「SNKベストコレクション」として廉価版が発売された。また、2015年4月15日にPS2アーカイブスとして配信された。
PS2・Wii『サムライスピリッツ 六番勝負』（2008年7月24日発売）
レイティングはCERO：B（12才以上対象）。
6作品の1つとしてネオジオ版準拠の本作が収録されている。このため中ボスは使用できない。
PS2版は2009年6月18日に「ネオジオオンラインコレクション THE BEST」として廉価版が発売された。
PlayStation 4（PS4）・Xbox One（XB1）・Nintendo Switch（NS）版（2018年7月5日配信）/ Windows 10 PC（Win10）版（2019年4月25日配信）/ iOS・Android版（2022年9月15日配信）
レイティングはCERO：B（12才以上対象）。
アケアカNEOGEOの1作品として配信されている。
Nintendo Switchパッケージソフト『アケアカNEOGEO セレクション Vol.1』 （2024年12月12日）
レイティングはCERO：B（12才以上対象）。
収録ソフトの一つ。内容はアケアカNEOGEO版と同等。
この「アケアカNEOGEO」版とは別に、SNKが2020年に『サムライスピリッツ ネオジオコレクション』と題しリリースしたカップリングソフトの1作品として、本作が収録されている。

## サムライスピリッツ零SPECIAL
2004年4月22日に稼働したアーケード作品。『サムライスピリッツ零』のバランス改訂・キャラクター追加版であり、いわゆるバージョンアップ版。日本国外向けの英語版のデータも『Samurai Shodown V Special』としてROM内に同時収録されているものの、実際には日本国外では発売されなかった。
本作はネオジオ/MVSプラットフォームで製作された最後の作品であった。
 ※『完全版』については別節を参照。

### 変更点
『零』の最終ボスである「兇國日輪守我旺」と、過去シリーズのボスキャラクターである「天草四郎時貞」「羅将神ミヅキ」「壬無月斬紅郎」がプレイヤーキャラクターに加わった。本作は前作までと異なり、時代の異なるボスキャラクターが共演する事から公式物語が存在しない。キャラクター同士の掛け合いも一切無いので、より対人戦向けの仕様となっている。
残虐表現が『アスラ斬魔伝』以来の復活。本作のみの「絶命奥義」をはじめ、全キャラクターにこれまでの殺害パターンが復活し、新しいもの（焼死、生首、轢断など）を含む多種多様の殺害パターンが追加された。今までの胴体切断の対象キャラクターは『零』から追加されたキャラクターを除いて「ナコルル」と「リムルル」以外が対象であったが、今作は「ナコルル」と「リムルル」も胴体切断の対象とされている。アーケード版には残虐レベルが3段階あり、レベル3（デフォルト）では流血の色が「赤色」で胴体切断や残虐表現が存在するが、レベル2では流血の色が「白色」となり胴体切断などの残虐表現は無い（ただし、レベル2でも「絶命奥義」での残虐表現は発動する）。レベル1は流血の色が「赤色」のままだが、レベル2同様に残虐表現がカットされ、さらに「絶命奥義」の演出も全て「一閃」に似たものに差し替えられる。

### 移植
残虐表現をめぐる騒動のため、ネオジオ以外の家庭用ゲーム機への移植はPlayStation 4・PlayStation Vita版まで15年近く行われることがなく、PS2・Wii用ソフトとして発売された『サムライスピリッツ 六番勝負』にも収録されなかった。これは日本国外でも同様で、『六番勝負』の日本国外版であるPS2・Wii・PlayStation Portable用ソフト『Samurai Shodown Anthology』にも収録されていない。以降は定期的に移植版も出ている。
家庭用ネオジオ版（2004年7月15日発売）
業務用をベースとした移植。
家庭用ネオジオ版での残虐表現については発売前の2004年6月1日に発生した佐世保小6女児同級生殺害事件に配慮して、アーケード版における残虐レベル1相当固定（残虐演出および「絶命奥義」の演出無しで、設定変更不可）になったが、発売前に一切告知がなかったために購入者からの苦情が殺到し、結果として物議を醸すことになった。また、それ以外にも一閃のフィニッシュ時に音声バグが起こる、プラクティスモードで怪現象が起きるなど、複数の不具合が発生していた。これに対する抗議の署名も行われたが、SNKプレイモアは個人情報保護の観点から受け取りを拒否した。後に、一部のバグを修正した上で「絶命奥義」の演出を変更して復活収録（アーケード版よりも残虐表現が抑えられている）した修正版への交換は受け付けた（お詫びの記念品としてナコルルのキーホルダーが発送された）。ただし、修正版でも残虐演出そのものはカットされたままだった。
PC・Humble Bundle版（2015年12月9日限定発売 / 2016年1月8日一般発売）
英語版『Samurai Shodown V Special』としての発売。2015年12月9日から12月22日までの期間限定で、アメリカのゲーム販売サイト「Humble Bundle」にてNEOGEO25周年を記念したバンドルセット「Humble NEOGEO 25th Bundle」に含まれる1タイトルとして、PC（Windows/Mac OS X/Linux）向けに英語版の移植版が配信された。その後、単品版が2016年1月8日より販売開始された。発売元はSNKプレイモアで、移植はDotEmuが担当している。残虐表現やキーコンフィグを含めて変更できる設定がほぼないなどエミュレータ側の機能は少ない。
PC・GOG版（2017年5月31日配信）
DRMフリーのゲーム配信プラットホームGOG.comで配信開始。リリース当初はDotEmuによるHumble Bundleと同じものであったが、2019年6月中旬のアップデートによりWindows版に限りSteam版と同じCode Mysticsによるものに変更された（価格もSteam版に合わせ若干値上げ）。対象プラットホームはリリース当初のDotEmu版はWindows/Mac OS X/Linuxであったが、アップデートされたCode Mystics版はWindowsのみとなり、購入後のダウンロードページにてMacとLinux向けに旧来のDotEmu版のインストーラーが提供されている。
PlayStation 4版 / PlayStation Vita版（2017年9月14日）
家庭用版としては初めて表現規制されることなく業務用をそのまま移植。オンライン対戦に対応。移植はCode Mystics。
PlayStation 4・Xbox One・Nintendo Switch版（2019年4月18日配信） / PC（Windows 10）（2019年12月20日配信） / iOS・Android（2022年10月27日配信）
レイティングはCERO：C（15才以上対象）。
アケアカNEOGEOの1作品として配信。アーケード版そのままの移植なので残虐表現もカットされていない。
上記PC・Steam版/PS4の単作リリース版とは別に、『零』無印の移植版にも記載した『サムライスピリッツ ネオジオコレクション』の1作として、本作も収録されている。
PC・Steam版（2019年6月19日配信）
PS4版と同じくCode Mysticsによる移植版。ネットワーク対戦や練習などの各種モード／キーコンフィグレーションや残虐表現設定変更を含む多くの設定変更機能、標準で日本語対応などPS4版と同様のものであり従来のDotEmuによるPC版（Humble Bundle版やGOGの旧版）とは大幅に機能が異なる。対象プラットホームはWindowsのみ。

## サムライスピリッツ零SPECIAL完全版
『サムライスピリッツ零SPECIAL』を基に、主にビジュアル的な演出（ストーリーやエンディング）を付け加えた増補版。MVS/ネオジオ用ソフトとしては未発売。

元々は2004年10月末頃に一部のゲームセンターにて、ごく短期間ロケテストが行われていた。しかし、該当ロケテストについて、SNKプレイモア公式ホームページ内の「ユサ日記」では、「（ロケテストが行われるとは）聞いていない」「同人ソフトが出回っているとしたら大変」とSNKプレイモアの関与を否定していた。
実際、SNKプレイモアは本作について関知しておらず、後に当時、開発元の悠紀エンタープライズに在籍していたゲームディレクターの前田アノヒトが自身のTwitterの個人アカウントで、本作について卸売担当のビスコと悠紀エンタープライズがSNKプレイモアに事後承諾させようと無断で開発したものであり、結果的にSNKプレイモアの逆鱗に触れて開発中止となったこと、この一件がきっかけで悠紀エンタープライズで内部対立が発生し、エクサムの独立につながったことを明らかにしている。
その後、2020年5月にマルチプラットフォーム家庭用ソフト『サムライスピリッツ ネオジオコレクション』の1作として、本作も収録されることが正式に発表、同年6月にはPC版が、同年7月にはPS4・Switch版用ソフトとして初の移植作がリリース。正式に世に出ることとなった。
さらに、2021年8月にアーケード版のリリースが2022年に予定されていることが発表された。2022年7月には一部のゲームセンターでロケテストが行われ、同年9月29日に正式リリースされた。
このような経緯から『ネオジオコレクション』商品サイトでは本作を「真のNEOGEO最終作品とも言える幻の作品」と紹介している。
『零SPECIAL』の完全版なので『零SPECIAL』同様、時代の異なるボスキャラクターが共演する事から公式物語が存在しない。但し一人プレイ時の物語のデモが有り、更にその物語のデモで黒子と飛脚が登場しており、各キャラクターのエンディングが『天下一剣客伝』の伏線になっている。

### 変更点
PC・PS4・switch版
- 『サムライスピリッツ零』と『サムライスピリッツ零SPECIAL』のタイトルロゴはいずれも「サムライスピリッツ」が青・「零」が水色だったが、本作は「サムライスピリッツ」が赤・「零」が金色に変更されている。
- オープニングデモの背景が骸流島ステージから地獄神社ステージに変更された。
- 黒子が幕間に登場し、各キャラクターのエンディングでは一枚絵と共に『天下一剣客伝』へと繋がるストーリーが描かれた。
- 天草戦前のデモで、天草戦以降のボスキャラクターに絶命奥義か一閃を決める必要性がある説明が入る。
- キャラクターのカラーが一部変更されている。
- CPU戦の難易度が下がっている。
- 絶命奥義や残虐表現はアーケード版仕様ではなく、表現が規制されている家庭用ROM仕様となっている。

exA-Arcadia版
- オープニングデモのタイトルコールが新規ボイスに変更され、完全版まで言い切るようになった。
- キャラクター選択後にボタン配置を4種類の中から選択できるようになった。
- 同時押しボタンとしてEボタン（A+B同時押し）とFボタン（C+D同時押し）が追加された。
- 絶命奥義や残虐表現が復活した。

## 登場キャラクター
徳川慶寅（声：結城比呂）
新キャラクターで、本作の主人公。プレイボーイで、6人の恋人と自身の名前をつけた7本の日本刀で戦う。
劉雲飛（声：滝知史）
新キャラクターで、本作の準主役格。千年前の中国の武侠で、柳葉刀が武器。
真鏡名ミナ（声：雪野五月）
新キャラクターで、本作のメインヒロイン。琉球出身の巫女で、弓が武器。友達であるシーサーのチャンプル（声：生天目仁美）を連れている。
妖怪腐れ外道（声：四宮豪）
新キャラクター。人を食べる巨大な怪物。骨がむき出しになった腕が武器になっている。
覇王丸（声：臼井雅基）
橘右京（声：や乃えいじ）
ナコルル（声：生駒治美）
本作で新たにグラフィックが描き降ろされた。服装が『侍魂』以降のシリーズに近いものに変更された。
リムルル（声：生天目仁美）
本作で新たにグラフィックが描き降ろされた。服装と髪型が『侍魂』以降のシリーズに近く、服装の色がPCソフト『ナコルルあの人からのおくりもの』に近いものに変更された。
ガルフォード（声：小市慢太郎）
シャルロット（声：生駒治美）
服部半蔵（声：新居利光）
『零SPECIAL』の絶命奥義の演出が『アスラ斬魔伝』の「服部半蔵(羅刹)」の技の演出とほぼ同じ。
柳生十兵衛（声：小林清志）
タムタム（声：西村寿一）
『零SPECIAL』の絶命奥義ではチャムチャムも姿を見せる。
牙神幻十郎（声：コング桑田）
千両狂死郎（声：モンスター前塚）
緋雨閑丸（声：金田美穂）
首斬り破沙羅（声：野中政宏）
花諷院骸羅（声：渡辺健）
風間火月（声：山西惇）
風間蒼月（声：及川直紀）
羅刹丸（声：中島嗣生）
新キャラクター。基本的にグラフィックは覇王丸の流用だが、立ちポーズなどは変わっている。キャラクター設定は斬殺者設定であった『アスラ斬魔伝』の「覇王丸(羅刹)」に近い。
レラ（声：氷上恭子）
PCソフトの『ナコルル あの人からのおくりもの』からの輸入キャラクター。2D業務用作品のシリーズ登場は初なので、新キャラクター扱い。これまでの「ナコルル(羅刹)」を元にさらに差別化されたキャラクターであり、技などは『斬紅郎無双剣』や『天草降臨』の「ナコルル(羅刹)」からの流用。彼女のみCPU戦では登場しない。
炎邪（声：大畑伸太郎）
新キャラクター。『アスラ斬魔伝』でも「炎邪火月(羅刹)」が登場するが、本作の「炎邪」とは設定上別人である。『零SPECIAL』のみCPU戦でも登場する。
水邪（声：野瀬育二）
新キャラクター。『アスラ斬魔伝』でも「水邪蒼月(羅刹)」が登場するが、本作の「水邪」とは設定上別人である。『零SPECIAL』のみCPU戦でも登場する。
兇國日輪守我旺（声：内海賢二）
無印ではCPU専用の最終ボスだが、『零SPECIAL』では使用キャラクターとして登場する。

### 無印のみ登場
パピー
隠しキャラクター。ガルフォードの愛犬。
萬三九六（声：志村知幸）
新キャラクター。CPU専用の中ボスの一人。PS2単体版では使用可能。
黒河内夢路（声：斎賀みつき）
新キャラクター。CPU専用の中ボスの一人。服装や動作などが橘右京の流用だが、ほとんどの技は他のキャラクターに変身して使用する。性別は不明。PS2単体版でプレイヤーキャラクターになる際に武器飛ばし技が追加された。

### 『零SPECIAL』のみ登場
天草四郎時貞（声：大原崇）
デフォルトカラーが『斬紅郎無双剣』や『天草降臨』から一新された。通常のCPU戦の最終ボスとしても登場する。
壬無月斬紅郎（声：中田和宏）
羅将神ミヅキ（声：伊藤静）
本作においてグラフィックが新たに描き下ろされた。CPU戦での真の最終ボスとしても登場する。